# Jeżówka (dopływ Uniejówki)
Jeżówka – struga, lewy dopływ Uniejówki o długości 7,72 km.
Struga ma swoje źródło na wschód od wsi Jeżówka. W całym swoim biegu płynie przez bezleśne tereny, w kierunku wschodnim, po czym, po minięciu wsi Tczyca uchodzi do Uniejówki.